# Yoshihide Fukao
Yoshihide Fukao (japonès: 深尾吉英)  (Hikone, 1 de juliol de 1949) és un ex-jugador de voleibol japonès que va competir durant les dècades de 1960 i 1970.
El 1972 va prendre part en els Jocs Olímpics de Múnic, on guanyà la medalla d'or en la competició de voleibol. Quatre anys més tard, als Jocs de Mont-real, fou quart en la mateixa competició. En el seu palmarès també destaca una medalla de bronze al Campionat del Món de voleibol de 1970 i dues medalles d'or als Jocs Asiàtics, el 1970 i 1974.